# Върбица (община Чешиново-Облешево)
Вижте пояснителната страница за други значения на Върбица.
Върбица (на македонска литературна норма: Врбица) е село в източната част на Северна Македония, в община Чешиново-Облешево.

## География
Селото е разположено в Кочанското поле, западно от град Кочани в подножието на Осогово.

## История
В XIX век Върбица е изцяло българско село в Кочанска кааза на Османската империя. Според статистиката на Васил Кънчов („Македония. Етнография и статистика“) от 1900 година селото има 100 жители, всички българи християни.
По данни на секретаря на екзархията Димитър Мишев („La Macédoine et sa Population Chrétienne“) в 1905 година във Върбица (Varbitza) има 1042 българи екзархисти и 90 власи.
При избухването на Балканската война в 1912 година един жител на Върбица е доброволец в Македоно-одринското опълчение.